# Utki
Utki (biał. Вуткі; ros. Утки) – wieś na Białorusi, w obwodzie mińskim, w rejonie wilejskim, w sielsowiecie Iża.

## Historia
W czasach zaborów w powiecie wilejskim, w guberni wileńskiej Imperium Rosyjskiego.
W latach 1921–1945 wieś leżała w Polsce, w województwie wileńskim, w powiecie wilejskim, w gminie Iża, od 1 kwietnia 1932 w gminie Wojstom.
Według Powszechnego Spisu Ludności z 1921 roku zamieszkiwało tu 105 osób, 9 były wyznania rzymskokatolickiego a 96 prawosławnego. Jednocześnie wszyscy mieszkańcy zadeklarowali białoruską przynależność narodową. Było tu 18 budynków mieszkalnych. W 1931 w 18 domach zamieszkiwało 86 osób.
Wierni należeli do parafii rzymskokatolickiej w Wiszniewie i prawosławnej w Iży. Miejscowość podlegała pod Sąd Grodzki w Wilejce i Okręgowy w Wilnie; właściwy urząd pocztowy mieścił się w Iży.
W wyniku napaści ZSRR na Polskę we wrześniu 1939 miejscowość znalazła się pod okupacją sowiecką. 2 listopada została włączona do Białoruskiej SRR. Od czerwca 1941 roku pod okupacją niemiecką. W 1944 miejscowość została ponownie zajęta przez wojska sowieckie i włączona do Białoruskiej SRR.
Od 1991 w składzie niepodległej Białorusi.